# Герейханов, Камиль Мурадович
Камиль Мурадович Герейханов (7 сентября 2000, Махачкала) — российский игрок в мини-футбол, один из лучших молодых игроков суперлиги. Вице-чемпион Юношеских Олимпийских Игр 2018 в составе сборной России по мини-футболу. Чемпион России 2018/2019, участник финала четырех Лиги Чемпионов 2019, финалист Кубка России 2019 года - в составе МФК «Тюмень». Участник Чемпионата Европы U-19 в составе сборной России по мини-футболу.

## Биография
Камиль начал заниматься мини-футболом в городе Покачи, участвовал в первенстве ХМАО по мини-футболу. В 10-летнем возрасте был привлечён в команду «МФК Тюмень 2000», в 17 лет попал в молодежную команду МФК «Тюмень», а через полгода попал в основной состав «Тюмени».
В юношеской сборной России дебютировал в 2017 году на кубке развития УЕФА в Сербии, на том турнире сборная России заняла безоговорочное первое место. Осенью 2018 года в Аргентине проходили юношеские Олимпийские Игры, российская сборная завоевала там серебряные медали, уступив лишь в финале бразильцам. 
По итогу сезона 2018/19 Камиль в составе МФК «Тюмень» стал чемпионом России, что дало право на следующий сезон участвовать в Лиге чемпионов. В этом турнире МФК «Тюмень» по результатам группового этапа вышел в финал четырёх, но, проиграв полуфинал и матч за третье место, в итоге остался на 4-м месте.
Из-за разногласий с руководством клуба Камиль был вначале отстранён от тренировок и игр за основную команду, а затем и вовсе покинул «Тюмень» по ходу сезона 2024/25. Позже перешёл в казахстанский клуб «Семей».